# Shevah Weiss
Shevah Weiss (in ebraico שבח וייס‎?; Borysław, 5 luglio 1935 – Tel Aviv, 3 febbraio 2023) è stato un politico, politologo e diplomatico polacco naturalizzato israeliano, nato in Ucraina.

## Biografia
Superstite dell'Olocausto, emigrò in Palestina nel 1947. Si laureò all'Università Ebraica di Gerusalemme, con una tesi in Relazioni internazionali nel 1961, prima di effettuare un Master in Scienze politiche e poi un dottorato di ricerca. Nel 1975 divenne professore presso l'Università di Haifa.
Servì come membro del consiglio di amministrazione del comune Haifa tra il 1969 e il 1981, quando fu eletto alla Knesset come un membro dell'Allineamento.  Tra il 1988 e il 1992 fu Vice Presidente della Knesset, e tra il 1992 e il 1996 ne fu Presidente. Perse il seggio nelle elezioni del 1999.
Tra il 2001 e il 2003 fu ambasciatore di Israele in Polonia.